# 平坦镇 (阳泉市)
平坦镇，是中华人民共和国山西省阳泉市郊区下辖的一个乡镇级行政单位。

## 行政区划
平坦镇下辖以下地区：
西河村、石卜嘴村、龙凤沟村、甘河村、桃林沟村、魏家峪村、大村、半坡村、庙上村、北头嘴村、前庄村、赛鱼村、官沟村、南山村、小南沟村、大南沟村、老坪掌村、富山村、辛兴村、神堂嘴村、马家坡村、石板片村、吴家掌村、李家山村、侯家山村、张家岩村、常家山村、东西畛村、芦葫村、坡头村、桑掌村、中庄村、北垴村、西上庄村、后峪村、曹里村、长吉岭村和龙门村。
2017年4月1日阳泉市政府通过《关于城区、矿区托管郊区部分（乡）镇、行政村的意见（代拟稿）》，平坦镇的18个村交由阳泉市矿区托管：
赛鱼村、大南沟村、南山村、小南沟村、石卜咀村、西河村、富山村、庙上村、前庄村、老坪掌村、北头咀村、大村村、半坡村、吴家掌村、石板片村、马家坡村、神堂咀村、官沟村。

## 中国传统村落
2013年8月，官沟村获批第二批中国传统村落。